# Abdul Manaf Nurudeen
Abdul Manaf Nurudeen (* 8. února 1999) je ghanský profesionální fotbalista, který hraje na pozici brankáře za belgický klub KAS Eupen a ghanský národní tým.

## Klubová kariéra
Jako mládežnický hráč se Manaf Nurudeen připojil ke katarské akademii Aspire.
V roce 2017 podepsal smlouvu s belgickým Eupenem. 7. listopadu 2020 debutoval za Eupen při remíze 1:1 s Waasland-Beverenem.
Manaf Nurudeen nosí brankářskou helmu.

## Reprezentační kariéra
Manaf Nurudeen reprezentoval Ghanu na Africkém poháru národů do 20 let 2019.
Poprvé byl povolán do národního týmu Ghany v září 2021 pro kvalifikační zápasy Mistrovství světa proti Etiopii a Jižní Africe, ale v těchto zápasech zůstal na lavičce.
Nurudeen byl součástí ghanského týmu na Africkém poháru národů 2021, který byl vyřazen ve skupinové fázi soutěže. V dresu Ghany debutoval 5. ledna 2022 při přátelské prohře 0:3 s Alžírskem.

## Kariérní statistiky

### Klubové
Platí k 1. červenci 2021.
| Klub              | Sezóna            | Liga               | Liga   | Liga | Pohár  | Pohár | Celkově | Celkově |
| Klub              | Sezóna            | Divize             | Zápasy | Góly | Zápasy | Góly  | Zápasy  | Góly    |
| ----------------- | ----------------- | ------------------ | ------ | ---- | ------ | ----- | ------- | ------- |
| KAS Eupen         | 2020/21           | Jupiler Pro League | 24     | 0    | 0      | 0     | 24      | 0       |
| Celkově v kariéře | Celkově v kariéře | Celkově v kariéře  | 24     | 0    | 0      | 0     | 24      | 0       |

### Reprezentační
| Národní tým | Rok     | Zápasy | Góly |
| ----------- | ------- | ------ | ---- |
| Ghana       | 2022    | 2      | 0    |
| Celkově     | Celkově | 2      | 0    |